# 웨이 오브 더 위키드
《웨이 오브 더 위키드》(영어: Way of the Wicked)는 2014년 미국의 공포 영화이다. 2014년 4월 30일 중국에서 인터넷을 통해 공개되었으며 5월 20일 미국에 DVD로 출시 되었다. 적그리스도로 의심되는 소년의 이야기를 다룬다.

## 줄거리
다시 찾아온 저주, 악마는 죽지 않았다.
로비(제이크 크로커)가 여자친구 헤더(에밀리 테넌트)를 괴롭히려는 친구들로부터 필사적으로 그녀를 보호하던 중 보이지 않는 무언가로부터 가해 친구 한 명이 목 졸라 죽는 사건이 발생한다. 이 사건으로 이사를 가게 된 로비는 헤더를 잊지 못하고 사건 발생 5년 후 그녀가 다니는 고등학교로 전학 간다. 한편 로비가 나타난 이후 이전에 일어난 일들과 유사한 사건들이 계속 발생하게 되자 이를 수상히 여긴 헤더의 아버지이자 형사인 존 엘리엇(비니 존스)과 신부 헨리(크리스천 슬레이터)가 사건의 진실을 파헤치며 점점 위험에 빠지게 되는데...

## 배역
- 비니 존스 - 존 엘리엇 역
- 크리스천 슬레이터 - 헨리 역
- 에밀리 테넌트 - 헤더 역
- 애런 벅홀츠 - 그레그 역
- 제이크 크로커 - 로비 역
- 애나 갤빈 - 로라 역